# Szemüvegesek
A Szemüvegesek 1969-ben bemutatott magyar filmdráma, Simó Sándor első nagyjátékfilmje.

## Történet
Valkó László, a fiatal építészmérnök hányattatásait mutatja be a film. Nagyszerű ötletei felmorzsolódnak a tervezőintézet konzervatív kollégáinak ellenállása következtében. Párhuzamosan láthatjuk magánéleti küzdelmét, hogy egy eltartási szerződéssel egy kényelmes lakáshoz juthasson.

## Szereplők
- Bujtor István (Valkó László)
- Ronyecz Mária (Valkóné, Jutka)
- Törőcsik Mari (Mari)
- Avar István (Tibor)
- Major Tamás (Náray professzor)
- Abody Béla (Alexits)
- Andor Tamás (Dömper kezelő)
- Antal Imre (Zsűritag)
- Asztalos Béla
- Bernáth István
- Bálint Tamás (Tamás)
- Békés Rita (Tibor felesége)
- Böszörményi Géza
- Domján Edit
- Erőss Tamás
- Fried Imre
- Gaál Péter (Willner)
- Gosztonyi János (Schubert)
- Grósz András
- Gyulai Károly (Valkó munkatársa)
- Götz Jenő
- Hányi Pálné
- Keres Emil (Ormai)
- Kovács János
- Léka Géza
- Mednyánszky Ági (Valkó munkatársnője)
- Molnár Tibor (Szántó)
- Neményi Mária (Vera)
- Schütz Ila
- Szász B. Gyöngyvér
- Zsolt István

## Díj
- Locarnói Nemzetközi Filmfesztivál (1969)
  - díj: Arany Leopárd – Simó Sándor